# El Cadáver Apestoso
"El Cadáver Apestoso" es un mito azteca  que nos habla acerca del cuerpo de un gigante, asesinado por un grupo de guerreros Toltecas, el cual, en venganza liberó un olor de su cuerpo al pudrirse, que fuese capaz de matar a cualquiera que lo oliera en una amplia zona. El registro de este mito se encuentra en el apartado de la Leyenda de los Soles (parte del Códice Chimalpopoca), el Anónimo Mexicano, y en la obra de Torquemada, la  Monarquía Indiana.